# Els cercamons
Els cercamons (originalment en francès, Le Tour du monde en quatre-vingts jours) és una pel·lícula de comèdia d'aventures animada per ordinador en 3D del 2021 produït entre França i Bèlgica basada en la novel·la homònima de Jules Verne de 1873. Està dirigida per Samuel Tourneux, en el seu debut com a director, a partir d'un guió de Gerry Swallow i David Michel, que també va actuar com a productor executiu. La pel·lícula va ser produïda per Cottonwood Media i distribuïda per StudioCanal. Els cercamons es va estrenar a França el 4 d'agost de 2021 i va tenir una recaptació mundial de 3.987 milions de dòlars. Amb 3,7 milions d'euros i 762.917 entrades venudes, va ser la pel·lícula en francès més taquillera als mercats estrangers el 2021. La versió doblada al català es va estrenar el 23 de setembre de 2022. La distribució del doblatge en català va comptar amb 31 còpies.

## Premissa
Passepartout, un Tití pigmeu ingenu però de bon tracte, somia de fer la volta al món en vuitanta dies, però la seva mare no li permet fer el viatge. Un dia, Passepartout té l'oportunitat de viatjar pel món amb Phileas Frog, un granota verda explorador i estafador, després que Frog apostés que podria fer la volta al món en menys de vuitanta dies.

## Repartiment
El repartiment de veu francesa original és el següent:
- Damien Frette com a Phileas Frog
- Julien Crampon com a Passepartout
- Kaycie Chase com Aouda
- Céline Ronte com a Fix
- Véronique Augereau com a mare d'en Passepartout
- Emmanuel Garijo com a Herman
- Gabriel Le Doze com a Juan Frog de Leon
- Serge Biavan com a líder d'escorpins
- Mickaël Aragones com un escorpí
- Grégory Quidel com a escorpí beta

## Producció
El director Samuel Tourneux i els productors David Michel i Zoé Carrera Allaix van començar a parlar del projecte el 2016. La pel·lícula es va projectar als distribuïdors al Festival de Canes el maig de 2019 sota el títol provisional en anglès d'Around the World Tourneux va explicar a Canes que, tot i ser una pel·lícula d'animació per ordinador en 3D, volia combinar-la amb efectes visuals en 2D, com l'aigua i el fum, per donar-li un estil distintiu d'altres pel·lícules d'animació. Tourneux també va assenyalar que volia combinar elements steampunk amb un món animal construït per animals i que, com a tal, els animals de la pel·lícula aconseguissin construir màquines amb materials com fusta, fulles, petxines, roques i sorra.
Es van fer més de 17.000 dibuixos per al guió il·lustrat de la pel·lícula, dels quals 9.300 es van utilitzar en la versió final.

## Publicació
Els cercamons es va estrenar a França el 4 d'agost de 2021 i al Regne Unit el 20 d'agost. El 23 de setembre de 2022 la versió doblada al català va arribar als cinemes.

### Premis i reconeixements
| Premi                     | Data                | Categoria                    | Nominat         | Resultat  | Ref    |
| ------------------------- | ------------------- | ---------------------------- | --------------- | --------- | ------ |
| Premis Lumières           | 17 de gener de 2022 | Millor pel·lícula d'animació | Samuel Tourneux | Nominat   | [ 11 ] |
| Trophées du Film français | 1 de febrer de 2022 | Trofeu UniFrance             | Els cercamons   | Guanyador | [ 5 ]  |